# Jim Johnson (hockeista su ghiaccio 1942)
Norman James Johnson (Winnipeg, 7 novembre 1942 – Winnipeg, 4 maggio 2021) è stato un hockeista su ghiaccio canadese che nel corso della carriera ha militato nella National Hockey League e nella World Hockey Association.

## Carriera
Johnson iniziò a giocare a hockey nella squadra della sua città, i Winnipeg Rangers, formazione giovanile partner dei New York Rangers, franchigia della National Hockey League. Al termine della carriera giovanile nel 1962 debuttò fra i professionisti proprio all'interno dell'organizzazione dei Rangers giocando per una stagione con i Sudbury Wolves, formazione della EPHL.
Nelle tre stagioni successive trovò spazio in Central Hockey League con i farm team dei St. Paul Rangers, squadra con cui vinse nel 1964 l'Adams Cup e degli Omaha Knights. In quegli anni riuscì comunque a debuttare in NHL con i New York Rangers ma giocò solo otto partite.
Rimasto senza contratto nel 1967 Johnson fu scelto durante l'NHL Expansion Draft dai Philadelphia Flyers, una delle sei nuove franchigie iscritte alla NHL. Nelle quattro stagioni successive riuscì a trovare un posto da titolare in NHL giocando oltre 200 partite e debuttando nei playoff della Stanley Cup oltre a due brevi prestiti in American Hockey League con i Quebec Aces. Nel febbraio del 1972 si trasferì ai Los Angeles Kings fino al termine della stagione.
Al termine della stagione 1972-73 Johnson preferì lasciare la NHL per tentare la via della World Hockey Association tornando in Minnesota per giocare con i Fighting Saints. Dopo poco più di due stagioni nell'autunno del 1974 si trasferì agli Indianapolis Racers, l'ultima squadra per cui giocò prima del ritiro avvenuto nel 1975.

## Palmarès

### Club
- Adams Cup: 1

St. Paul: 1964-1965